# Nhóm nguyên tố 11
Nhóm nguyên tố 11 là nhóm gồm 4 nguyên tố đồng (Cu), bạc (Ag), vàng (Au) và roentgeni (Rg) trong bảng tuần hoàn, nhóm này còn có tên gọi khác là nhóm đồng. Các kim loại trong nhóm này có tính không gỉ, độ dẫn điện của chúng cao nên thường là chất đúc tiền kim loại, làm đồ trang sức hay dây dẫn điện,...